# Wake Up (The Vamps)
Wake Up è il secondo album in studio del gruppo musicale britannico The Vamps, pubblicato nel 2015.

## Tracce
1. Wake Up – 5:21
2. Rest Your Love – 3:16
3. Volcano (featuring Silentó) – 3:18
4. Million Words – 3:42
5. Windmills – 3:05
6. Stolen Moments – 4:09
7. I Found a Girl – 2:59
8. Be with You – 3:11
9. Burn – 3:38
10. Cheater – 3:14
11. Boy Without a Car – 3:29
12. Held By Me – 3:38

- Edizione deluxe - Tracce bonus

1. Half Way There – 3:11
2. Runaway – 3:18
3. Worry – 3:36
4. Coming Home – 4:54
5. Peace of Mind – 3:05
6. Written Off – 3:17